# Lakshmia
Lakshmia is een geslacht van vlinders uit de familie van de Houtboorders (Cossidae). De wetenschappelijke naam is voor het eerst gepubliceerd in 2004 door Roman Viktorovitsj Jakovlev.
De soorten van dit geslacht komen voor in het Oriëntaals gebied.

## Soorten
- Lakshmia hauensteini Yakovlev, 2004
- Lakshmia pandava Yakovlev & Nakao, 2013
- Lakshmia sirena Yakovlev, 2006
- Lakshmia zolotuhini Yakovlev, 2004